# Pomfret (Connecticut)
Pomfret è un comune di 4.142 abitanti degli Stati Uniti d'America, situato nella Contea di Windham nello Stato del Connecticut.